# Józef Pluta (morderca)
Józef Pluta, zwany „Wampirem z Marianowa” (ur. 16 marca 1932 w Marianowie, zm. 29 października 1979 w Karnej) – polski leśnik, zoofil, seryjny i masowy morderca, który zabił łącznie co najmniej siedem osób, w tym co najmniej sześć osób w Wielkopolsce podczas dwumiesięcznej serii zabójstw w 1979 roku, popełnionej po ucieczce z zakładu psychiatrycznego.

## Życiorys
Żonaty, ojciec kilkorga dzieci.
Pierwszego morderstwa dokonał 27 lutego 1973 roku, gdy zamordował Anielę B. w okolicy jej własnego domu. Motywem miało być nakrycie przez kobietę Pluty podczas współżycia z owcą. Ofiara zginęła od uderzeń w głowę zadanych tępym narzędziem, a jej zwłoki sprawca wrzucił najprawdopodobniej do Warty. W 1974 roku Sąd Wojewódzki w Poznaniu skazał go za to morderstwo na karę 12 lat pozbawienia wolności, zalecając również umieszczenie go w zamkniętym zakładzie psychiatrycznym. Na początku 1976 roku trafił do zakładu psychiatrycznego w Obrzycach, gdzie miał poddać się leczeniu. Podczas pobytu w szpitalu kierowano go do wykonywania prac remontowych i budowlanych poza zakładem, także w prywatnych domach.
W związku z uzyskaną najprawdopodobniej od członka personelu szpitala informacją o planowanym powrocie Pluty do więzienia, podjął decyzję o ucieczce ze szpitala. Zbiegł w nocy z 9 na 10 września 1979 roku, a następnie dotarł do Pąch. Tam trafił do domu Teresy S., którą poznał podczas pobytu w szpitalu. Wraz z jej rodziną zjadł kolację, następnie siekierą ciesielską zamordował Teresę, jej męża Jana, 13-letnią córkę Zdzisławę oraz 80-letniego Wojciecha J. Miał również dopuścić się gwałtu na najmłodszej ofierze. 20 października dotarł do Suchego Lasu, gdzie w nocy zaatakował rodzinę lekarza Henryka K., u którego prowadził wcześniej prace remontowe. Ponownie użył siekiery, którą zamordował żonę lekarza, ranił jego syna oraz dziadków. Z trzech rannych osób, jedna zmarła następnie w szpitalu. Podczas ucieczki miał ukrywać się na terenie schronów Międzyrzeckiego Rejonu Umocnionego w Kaławie.
29 października 1979 roku Pluta został zauważony przez rolników w okolicy wsi Karna. Gdy został osaczony przez milicjantów, wspiął się na drzewo i popełnił samobójstwo, wieszając się na rzemieniu. Według innych wersji zginął w wyniku upadku, gdyż złamała się gałąź, do której przywiązał rzemień, zaś zgodnie z później rozpowszechnianą opowieścią miał zostać zastrzelony przez milicjantów, natomiast jego samobójstwo rzekomo upozorowano.